# Memela

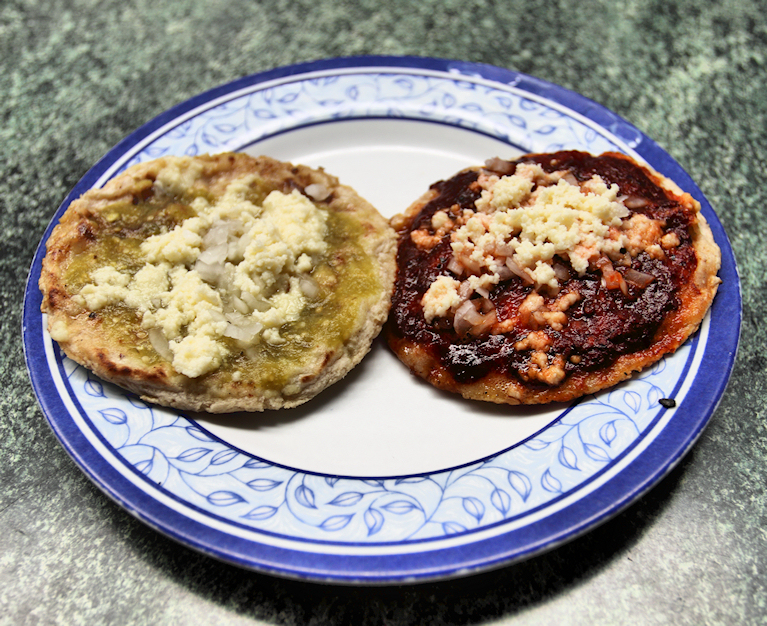
Memelas oaxaqueñas.

La memela es un platillo mexicano, típico del estado de Puebla, y hecho a base de una tortilla ovalada, hecha de grasa de maíz y a mano, untada de manteca de puerco, son gruesas y dentro llevan frijol molido. Se les dora a fuego lento y cubiertas con salsa de molcajete (verde o roja), y espolvoreado con queso fresco o quesillo.

## Historia
La "memela" es una variante de la tortilla y es un platillo tradicional mexicano que existe desde los tiempos prehispánicos. De acuerdo con textos históricos, la memela, según el misionero franciscano Fray Bernardino de Sahagún en sus relatos del siglo XVI, es una tortilla cocida con ají -que significa en lengua nativa, chile-;  la mayoría de las ciudades y pueblos que preservan este alimento son habitantes descendientes de los chichimecas, esos nativos se dedicaban desde entonces a la elaboración de estas memelas. En otros textos se ha encontrado que las memelas se describían por los españoles como unos panecillos no redondos, sino largos, que llaman tlaxcalmimilli.
A través de los años, esta variante de la tortilla ha prevalecido en la dieta de las personas, y actualmente este platillo sigue conservando su popularidad y lo encontramos presente en diversos lugares de la ciudad de Puebla, Puebla.

## Feria de la Memela
En la junta auxiliar de La Resurrección, en el estado de Puebla, año con año se celebran las festividades del Señor de la Resurrección y se llevan a cabo en fechas de Semana Santa. En esta junta auxiliar se llevan a cabo diversos eventos culturales y gastronómicos entre los que destaca la feria de la memela. En la feria de la resurrección 2012, se dieron alrededor de cinco toneladas de producto derivado de maíz, entre los que se encuentra por supuesto la memela. A este evento asisten alrededor de 40 mil personas y participan aproximadamente 50 personas en la elaboración de los alimentos como la meme

## La memela como fuente de ingreso
En diversas comunidades poblanas, este platillo es una buena fuente de ingreso para las familias. Mencionando de nueva cuenta a la junta auxiliar de La Resurrección se sabe que más del 70% de las familias, todas con integrantes que hablan náhuatl, se mantienen a partir la venta de memelas y gorditas en distintos mercados de la capital, como el Morelos ubicado al norte.